# Académie de la Grande Chaumière
Académie de la Grande Chaumière este o școală de artă din arondismentul 6 al Parisului, Franța. 

## Scurt istoric
Școala a fost fondată în 1904 de pictorul catalan Claudio Castelucho pe rue de la Grande Chaumière din Paris, lângă Académie Colarossi
Din 1909, Académie a fost condusă în comun de către pictorii: Martha Stettler (1870 - 1945), Alice Dannenberg  (1861 - 1948) și Lucien Simon (1861 – 1945). Școala, care a fost dedicată picturii și sculpturii, nu a predat regulile academice stricte ale picturii, precum se preda la École des Beaux-Arts, producând astfel artă liberă de constrângeri academice.
O atractie a acestei instituții private de artă au fost taxele, chiar mai mici decât cele practicate de Academia Julian (care trebuiau plătite în avans). Despre școală se spunea (mai în glumă, mai în serios) că tot ceea ce oferea era un model [de pictat, sculptat, ... ] și căldură iarna.

## Profesori
- Alice Dannenburg, co-conducătoare împreună cu cu Simon și Stettler
- Jacques-Émile Blanche
- Antoine Bourdelle
- Yves Brayeur
- Claudio Castelucho (1870 - 1927)
- André Dauchez (1870 - 1948)
- André Ménard
- Jean Metzinger
- Charles Picart le Doux (1881 - 1959)
- René Xavier Prinet
- Walter Sickert[6]
- Lucien Simon (1861 – 1945), co-conducător împreună cu Dannenburg și Stettler
- Ossip Zadkine

## Elevi notabili
| Artistes classés selon leur pays d'origine | Artistes classés selon leur pays d'origine | Artistes classés selon leur pays d'origine |
| ------------------------------------------ | ------------------------------------------ | --- |
|                                            | Germania                                   | Charles Crodel - Elmar Hillebrand - Oskar Holweck - Peter Janssen - Erich Kraemer - Max Mertz - Gretchen Wohlwill |
|                                            | Argentina                                  | Alicia Penalba - Beba Zemborain |
|                                            | Australia                                  | Louis Kahan - Bessie Davidson |
|                                            | Belgia                                     | Ghislaine de Menten de Horne - Konstantin Stefanovitch- Jacques Beeckmans - Berthe Dubail |
| Canada                                     | Canada                                     | Arthur McKay - Jean-Paul Riopelle - Julien Hébert |
|                                            | Columbia                                   | Luis Caballero |
|                                            | Coreea de Sud                              | Seund Ja Rhee |
|                                            | Croația                                    | Miroslav Kraljević |
|                                            | Spania                                     | Ramiro Arrue - Joan Miró - Joaquín Peinado - Manuel Ángeles Ortiz - Benjamín Palencia |
|                                            | USA                                        | Alexander Calder - Warrington Colescott - Joseph Erhardy - Paul Fjelde - Herbert Gentry - Charles Ginnever - Angela Gregory - Sylvia Shaw Judson - Michael Loew - Isamu Noguchi - Bill Parker - Louis Schanker - Nat Mayer Shapiro - Irene Sharaff - Bradley Walker Tomlin |
|                                            | Etiopia                                    | Alexander Boghossian |
|                                            | Finlanda                                   | Tove Jansson - Eero Nelimarkka |
| France                                     | Franța                                     | Yolande Ardissone - René Aubert - Balthus - Claude Barraud - Guy Bigot - Louise Bourgeois - Jacques Bouyssou - Jean Cortot - Marie-Alain Couturier Jacques Daniel - Paul Daviaud - Monique David - Paul Deltombe - René Demeurisse - Amandine Doré - Yvonne Fauny - Claude Dupont-Gomont - Serge Gainsbourg - Germaine Gardey - Oscar Gauthier - Hervé Gloux - René Iché - Kiraz - Claude Lazar - Eugène Leroy - Carlo Maiolini - Marinette Mathieu - Jacques Mennessons - Marie-Lucie Nessi-Valtat -Wilfrid Perraudin - Jean Piaubert - Paul Rebeyrolle - Serge Rezvani - Germaine Richier - Pierre Rochereau - Maggie Salcedo - Jérôme Savary - Émile Savitry - Yo Savy - Michel Siret-Gille - André Stempfel - Aude Sylve - Michel Thompson - Victor Feltrin - René Olivier - Julien Bouvier - Fernand Teyssier- Hélène Petter - René Piaggi |
|                                            | Grecia                                     | Angelikí Dágari - Alékos Kondópoulos - Constantin Papachristopoulos - Socrate Sidirópoulos - Chryssa |
|                                            | Ungaria                                    | Árpád Szenes - Jean Toth |
| R                                          | India                                      | Krishna Reddy - Amrita Sher-Gil |
|                                            | Irlanda                                    | Eileen Gray - Nano Reid - Patrick Swift |
|                                            | Israel                                     | Yaacov Agam - Dani Karavan |
|                                            | Italia                                     | Amedeo Modigliani - Arnaldo Mori - Loreto Verrocchia |
|                                            | Japonia                                    | Kumi Sugai - Shinkichi Tajiri |
| 20px                                       | Olanda                                     | Pierre de Grauw - Hubert Minnebo - Ed van Teeseling |
|                                            | Polonia                                    | Haim Epstein - Władysław Hasior - Tamara de Lempicka |
|                                            | Portugalia                                 | Mário Cesariny - Maluda - Mily Possoz - Maria Elena Vieira da Silva - Carlos Botelho |
|                                            | România                                    | Ștefan Dimitrescu - Ion Irimescu - Magdalena Rădulescu |
|                                            | Regatul Unit                               | Isabel Rawsthorne - Josefina de Vasconcellos |
|                                            | Rusia                                      | Boris Anrep - Georges Artemoff - Alexandra Exter - Willy Guggenheim - André Lanskoy - Vera Muhina - Serge Poliakoff - Zinaïda Serebriakova |
|                                            | Suedia                                     | Bror Hjorth |
|                                            | Elveția                                    | Balthus - Otto Charles Bänninger - Otto Baumberger - Alfred Bolle - Rolf Brem - Hiram Brülhart - Serge Brignoni - Raymond Buchs - Coghuf - Louis Conne - Otto Ernst - Franz Fedier - Arnold Geissbuhler - Alberto Giacometti - Max Gubler - Willy Guggenheim dit Varlin -Martha Haffter - Willy Jordan - Gottlieb Kurfiss - André Lasserre - Meret Oppenheim - Oswald Pilloud - Charles Rollier - Kurt Seligmann - Paul Stöckli - Victor Surbek - André Thomkins - Max Uehlinger - Robert Wehrlin - Otto Wyler - Bertha Züricher |
|                                            | Cehoslovacia                               | Otto Gutfreund - Frantisek Kardaus |
|                                            | Turcia                                     | Burhan Doğançay - Mübin Orhon |
|                                            | Uruguay                                    | José Cúneo |
|                                            | Venezuela                                  | Pascual Navarro - Alirio Oramas |